# 哈默施塔特格拉本河
49°01′00″N 10°57′10″E / 49.01679°N 10.95280°E
哈默施塔特格拉本河是德國的河流，位於該國東南部，由巴伐利亞負責管轄，屬於施瓦本雷扎特河的左支流，河道全長4.2公里，發源自巴伐利亞州魏森堡。